# Universitat de Portsmouth
La Universitat de Portsmouth (anglès: University of Portsmouth; fins al 1992, Portsmouth Polytechnic) és una universitat britànica situada a Portsmouth. Es compon de dos campus: Guildhall (al centre de la ciutat) i Langstone (fora del centre). Hi estudien aproximadament 20.000 estudiants, dels quals 3.000 són estrangers. Té un cor, orquestra i banda que han actuat a Catalunya.